# Державний лад Молдови
Молдова, згідно з конституцією, є суверенною і незалежною, неподільною, демократичною, правовою унітарною позаблоковою парламентською республікою. Основним законом держави є Конституція, прийнята 29 липня 1994 року з наступними змінам, внесеними 19 липня 1996 і 5 червня 2000. Головним органом законодавчої влади є Парламент Молдови, виконавчої влади — уряд на чолі з прем'єр-міністром.

## Законодавча влада
Законодавчу владу здійснює однопалатний парламент, що є найвищим представницьким органом народу Республіки Молдова. Парламент складається зі 101 депутата, яких обирають на основі загального, рівного та прямого виборчого права. Термін повноважень парламенту — чотири роки. Парламент таємним голосуванням обирає президента. Чинний парламент одинадцятого скликання, обраний на позачергових парламентських виборах 11 липня 2021 року.

## Виконавча влада
Виконавчу владу здійснює уряд, який складається з прем'єр-міністра, першого заступника і заступників прем'єр-міністра, міністрів та інших членів, визначених законом. До складу уряду входить глава адміністрації Гагаузії. Кандидатуру на посаду прем'єр-міністра вносить на розгляд парламенту президент, попередньо узгодивши її під час консультацій з парламентськими фракціями.

### Президент
Президент є главою держави, його обирають в парламенті під час таємного голосування терміном на чотири роки. Парламент одного й того ж скликання обирає президента лише один раз, на що має дві спроби. Повторне обрання тим самим скликанням можливе за умови відставки, відсторонення чи смерті президента.
З 24 грудня 2020 року президентом Молдови є Мая Санду.